# Nicolae Țaga
Nicolae Țaga (født 12. april 1967 i Avrămești, Rumænien) er en rumænsk tidligere roer og olympisk guldvinder.
Țaga vandt to medaljer ved OL 1992 i Barcelona. Først vandt han guld i den rumænske firer med styrmand, der i finalen besejrede Tyskland og Polen, som fik henholdsvis sølv og bronze. Dagen efter var han, sammen med Dimitrie Popescu og styrmand Dumitru Răducanu, med til at vinde bronze i toer med styrmand. Han deltog også ved OL 1996 i Atlanta, denne gang i disciplinen otter.
Țaga vandt desuden fem VM-medaljer gennem karrieren, heriblandt en guldmedalje i firer med styrmand ved VM 1993 i Tjekkiet.

## OL-medaljer
- 1992:  Guld i firer med styrmand
- 1992:  Bronze i toer med styrmand